# 経蔵 (建築)

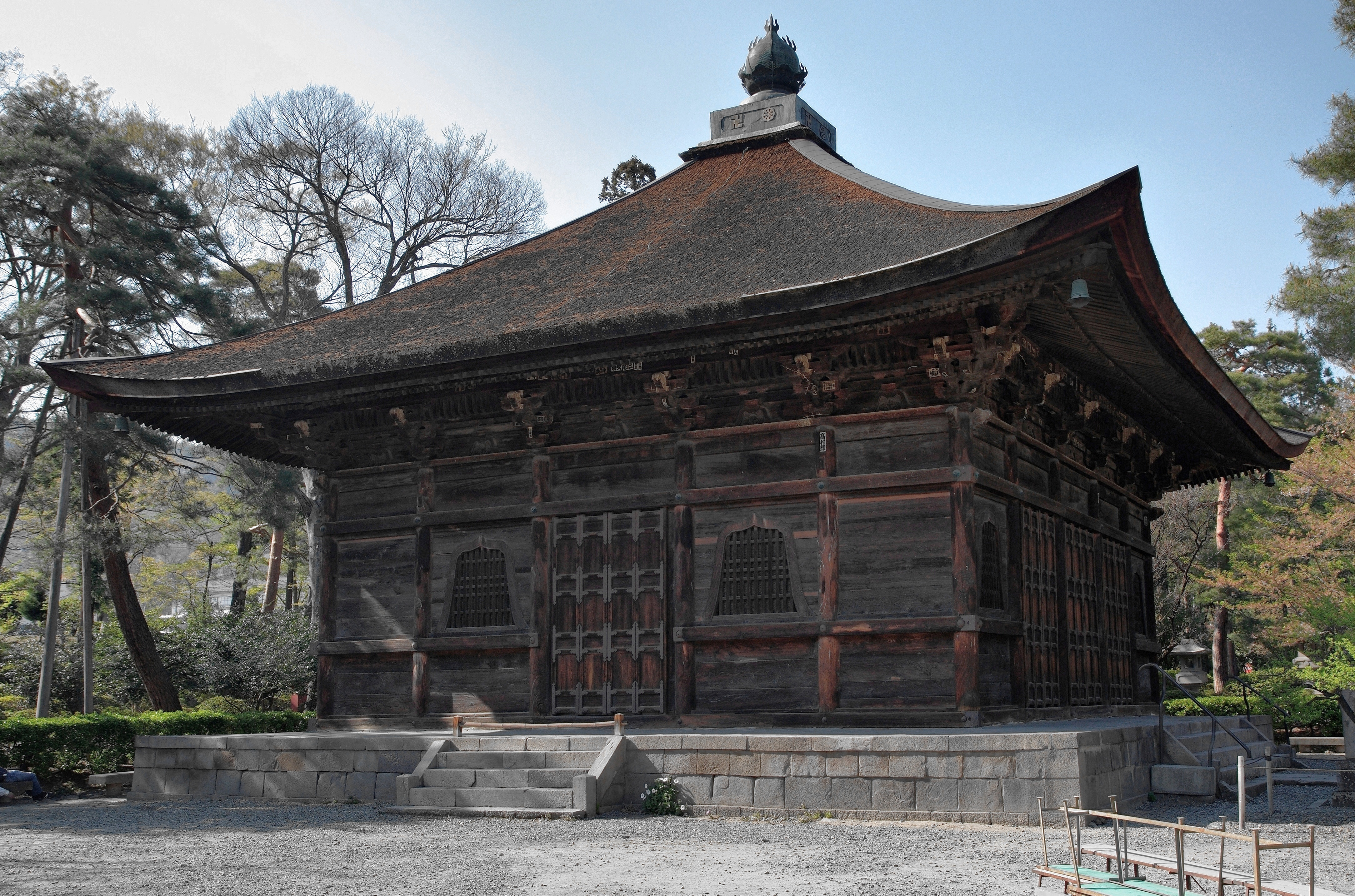
善光寺経蔵（国の重要文化財）。

経蔵（きょうぞう）とは、仏教寺院における建造物（伽藍）のひとつで、経典や仏教に関する典籍を収蔵するものである。経堂・経庫などとも称され、仏教寺院の主要伽藍である七堂伽藍のひとつに上げられることもある。

## 形式
特に定まった形式はないが、経典などの典籍資料を収蔵するのが目的であることから、古くは高床建物のものや校倉造のものもある。なお、回転式の書架に経典などを納める輪蔵（りんぞう）と呼ばれるものもある。

## 著名な経蔵
- 醍醐寺経蔵　旧国宝、鎌倉時代の経蔵で山火事の類焼で焼失した。
- 法隆寺経蔵　国宝、奈良時代、奈良県
- 安国寺経蔵　国宝、室町時代中期、岐阜県
- 唐招提寺経蔵　国宝、奈良時代の校倉建築、奈良県
- 海印寺大蔵経板殿　世界遺産、韓国